# Highway to Hell (piosenka)

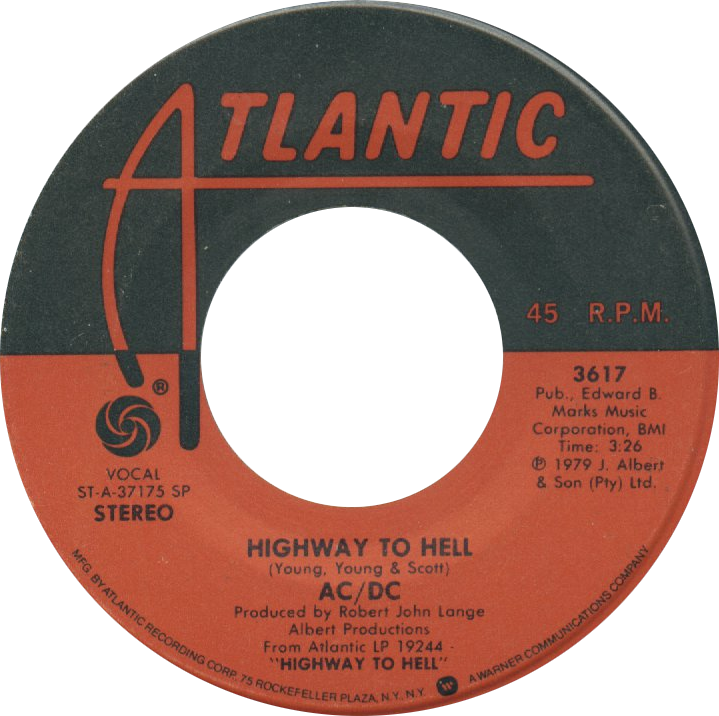
Obrazek przedstawia płytę z piosenką Highway To Hell zespołu AC/DC

Highway to Hell – utwór grupy AC/DC, pochodzący z szóstego albumu o tej samej nazwie (1979). Tekst stworzył Bon Scott oraz Angus i Malcolm Youngowie. Opowiada on o niezależnym i łatwym życiu. Piosenka jest do dziś jednym z najpopularniejszych utworów AC/DC. W 2009 zdobyła 'Most Played Australian Work Overseas' w kategorii „Australasian Performing Right Association” (APRA) Awards.
19 lutego 1980, ponad pół roku po wydaniu Highway to Hell, Bon Scott został znaleziony martwy w samochodzie kolegi. Prawdopodobną przyczyną jego śmierci było zadławienie się wymiocinami po intensywnym piciu alkoholu.
Po wydaniu singla krążyło wiele plotek iż członkowie zespołu są satanistami, głównie przez okładkę albumu Highway to Hell, która przedstawia Angusa Younga z rogami na głowie i ogonem, jednak zespół zaprzeczył tym plotkom twierdząc iż satanizm jest dla jego członków rzeczą obcą.
Piosenka znalazła się na wydaniach:
- „AC/DC Live” z 1992
- „Live at Donington” z 1992
- „Let There Be Rock: The Movie” z 1997

## Pozycje na listac h
| Wykres               | Miejsce |
| -------------------- | ------- |
| German Singles Chart | 30      |
| US Billboard Hot 100 | 47      |

## Lista utworów

### UK
Wydany: 1992 przez Atco Records
1. „Bonny"/"Highway to Hell (Live)”
2. „Hells Bells (Live)”
3. „The Jack (Live)”

### Niemcy i Francja
Wydany: 1992 przez Atco Records
1. „Highway to Hell (Live)”
2. „Hell Ain't a Bad Place to Be (Live)”
3. „High Voltage (Live)”

### Australia
Wydany: 1992 przez Albert Productions i Epic Records
1. „Bonny"/"Highway to Hell (Live)”
2. „High Voltage (Live)”
3. „Hell Ain't a Bad Place to Be (Live)”

### USA i Kanada
Wydany: 1992 przez Atco Records
1. „Highway to Hell (Live)”
2. „Hell Ain't a Bad Place to Be (Live)”
3. „The Jack (Live)”
4. „High Voltage (Live)”
5. „Back in Black (Live)”

## Twórcy
- Bon Scott - wokal
- Angus Young - gitara elektryczna
- Malcolm Young - gitara rytmiczna, wokal
- Cliff Williams - gitara basowa, wokal
- Phil Rudd - perkusja